# فیودور شالیاپین (بازیگر)

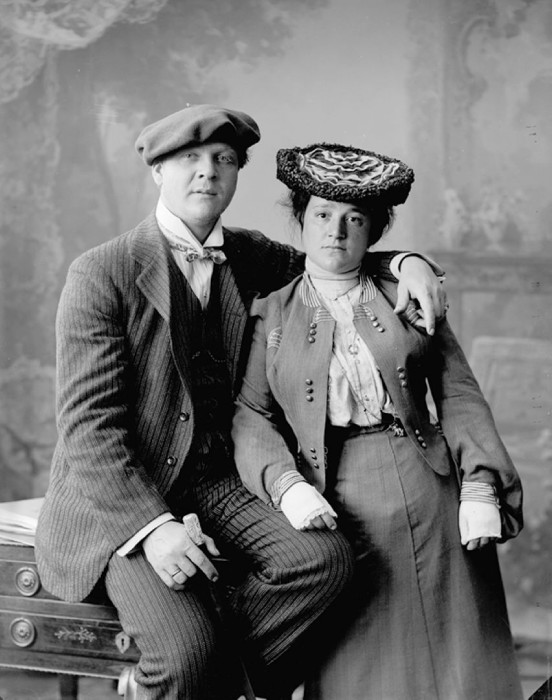
پدر و مادر شالیاپین

فیودور فیودرویچ شالیاپین (به روسی: Фёдор Фёдорович Шаляпин) (زاده ۶ اکتبر ۱۹۰۵-درگذشته ۱۷ سپتامبر ۱۹۹۲) بازیگر روس بود.
از فیلم‌های معروف او می‌توان به بازی در فیلم تن‌کامه، استنلی و ایریس، روسینی! روسینی! و خرابکاران اشاره کرد.